# 6 août 1977
Le samedi 6 août 1977 est le 218e jour de l'année 1977.

## Naissances
- Aneta Michalak-Białkowska, kayakiste polonaise
- El Perro del Mar, chanteuse indie pop suédoise
- Gaël Bandelier, écrivain suisse
- Jennifer Lyons, actrice américaine
- Jimmy Nielsen, footballeur danois
- Leandro Amaral, joueur de football brésilien
- Luciano Zavagno, footballeur argentin
- Marija Škaričić, actrice croate
- Marílson Gomes dos Santos, athlète brésilien
- Nelson Veras, guitariste de jazz brésilien
- Zdeňka Podkapová, modèle érotique tchèque
- Turtle, personnage de la série télévisée Entourage

## Décès
- Alexander Bustamante (né le 24 février 1884), homme politique jamaïcain
- Giorgio Bertone (né le 14 août 1942), alpiniste italien
- Léon Benzaquen (né le 24 août 1902), médecin et homme politique
- Michel Mourre (né le 11 juin 1928), historien français

## Événements
- Découverte de l'astéroïde (2191) Uppsala
- Création du secrétariat à l'Énergie des États-Unis
- Création du club de handball écossais Tryst 77 HC